# (31579) 1999 FX29
1999 أف أكس 29 (ويعرف أيضًا باسم (31579) 1999 أف أكس 29 وفق تسمية الكوكب الصغير) (بالإنجليزية: 1999 FX29)‏ هو كويكب ضمن حزام الكويكبات؛ وترتيبه 31579 من حيث الاكتشاف.
اكتُشف هذا الجُرم الفلكي بواسطة بحث لنكولن عن الكويكبات القريبة من الأرض في 19 مارس 1999.

## وصلات خارجية
- (31579) 1999 FX29 في قاعدة بيانات مختبر الدفع النفاث لأجرام النظام الشمسي الصغيرة

- الاكتشاف · مخطط المدار ·  العناصر المدارية · المعلمات المادية

- (31579) 1999 FX29 على موقع ويكي سكاي: DSS2, SDSS, GALEX, IRAS, Hydrogen α, X-Ray, Astrophoto, Sky Map, Articles and images